# Dystrykt Jukon
Dystrykt Jukon – region administracyjny Terytoriów Północno-Zachodnich Kanady utworzony w roku 1882 i obejmujący północno-zachodnie krańce terytoriów. W 1887 przekształcono dystrykt w terytorium Jukon.